# Ibatiba
Ibatiba is een gemeente in de Braziliaanse deelstaat Espírito Santo. De gemeente telt 20.471 inwoners (schatting 2009).

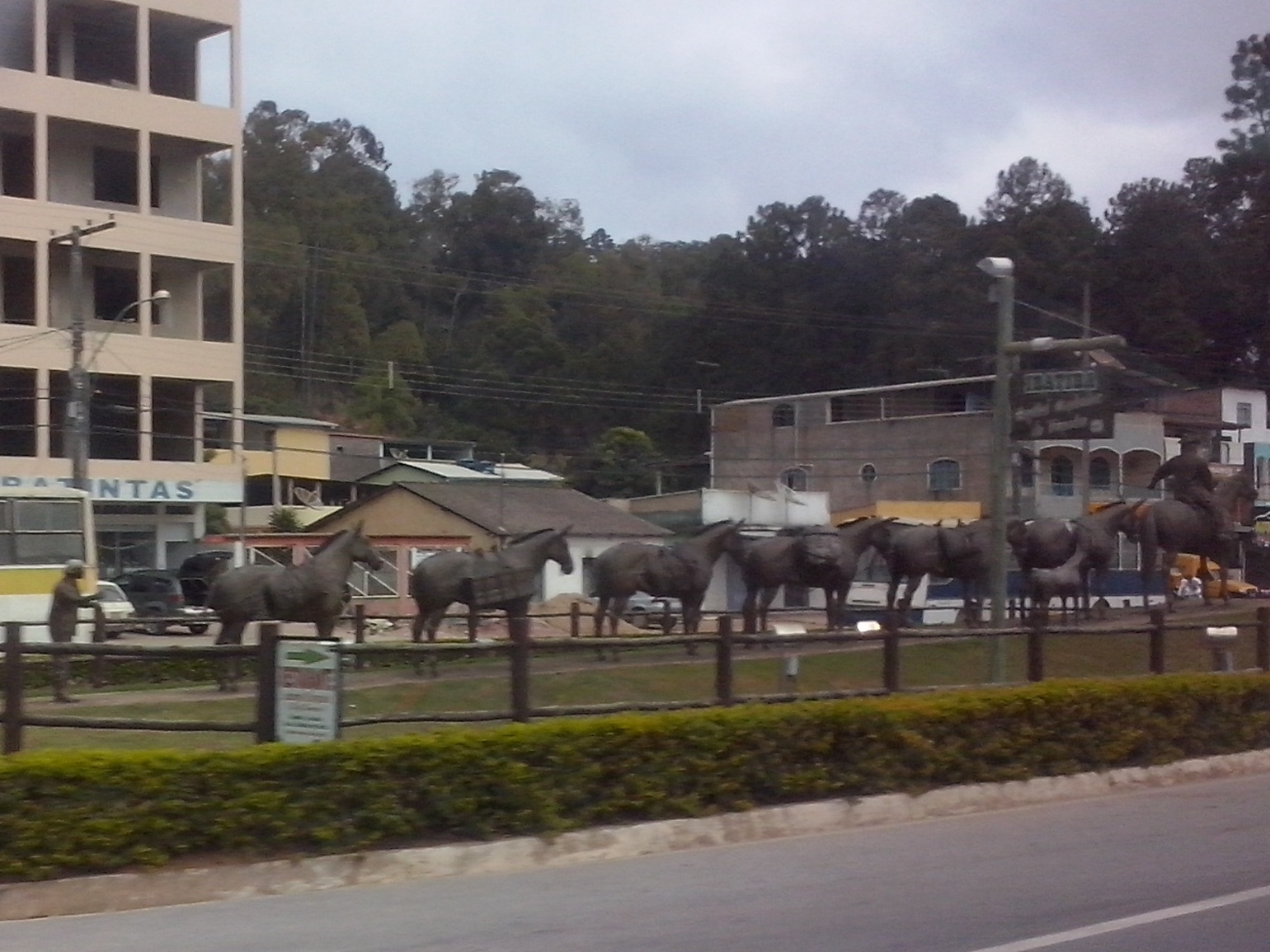
Monument in Ibatiba